# Атаманово (Новосибирская область)
Атаманово — упразднённое село в Искитимском районе Новосибирской области. На момент упразднения входило в состав Быстровского сельсовета. Исключено из учётных данных в 1957 году.

## География
Село располагалось на правом берегу реки Обь, ныне местоположение села соответствует острову Атаманский Новосибирского водохранилища.

## История
Село Атаманово, относилось к одним из первых русских поселений в Сибири и было основано в 1676 году. В 1928 году состояло из 280 хозяйств. В административном отношении являлась центром Атамановского сельсовета Бердского района Новосибирского округа Сибирского края. В селе располагались школа 1-й ступени, маслозавод и две лавки общества потребления.
В 1953 году, в связи со строительством Новосибирского водохранилища и попаданием села в зону затопления, был начат процесс по переселения жителей в село Быстровка. В том же году Атамановский сельсовет был объединен с Гуселетовским, Завьяловским и Тулинским сельсоветами в Быстровский сельсовет. В 1957 году село была затоплена водами Новосибирского водохранилища.
Село снято с учёта 21.03.1957 года.

## Население
По переписи 1926 г. в селе проживало 1214 человек (594 мужчины и 620 женщин), основное население — русские.